# Kartlow (Kruckow)
Kartlow ist ein Ortsteil der Gemeinde Kruckow im Landkreis Vorpommern-Greifswald.

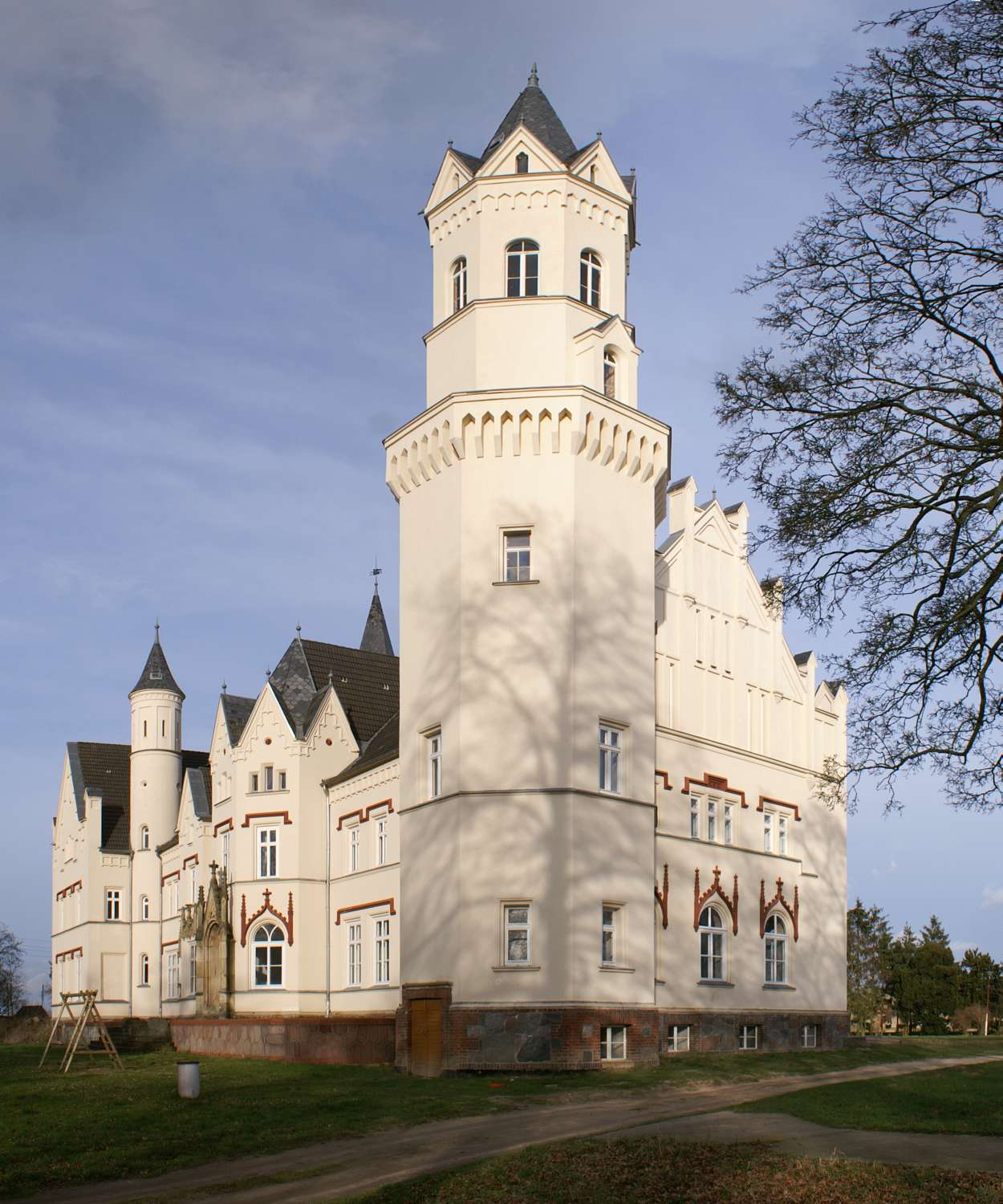
Schloss Kartlow

## Geografie
Kartlow liegt 2,5 Kilometer südöstlich von Kruckow und der Bundesstraße 110. Durch den Ort führt die Kreisstraße VG 107, von der nach Süden die Kreisstraße VG 104 nach Heydenhof abzweigt. Der Ort liegt auf einer Hochfläche mit ca. 20 Meter über NHN. Die nahe gelegene Höhe ist der Danzel-Berg mit 25,1 Metern.

## Geschichte
Kartlow wurde 1245 erstmals urkundlich erwähnt. Zu dieser Zeit befand sich hier ein Festes Haus der Herzöge von Pommern-Demmin. 1292 wurde die fürstliche Burg unter Bogislaw IV. an die Familie von Heyden übertragen, der damit auch die Gerichtsbarkeit an „Hand und Hals“ übergeben wurde. 1560 wurde der erste Lehensbrief an die Familie von Heyden durch Herzog Philipp erteilt.
Im Dreißigjährigen Krieg wurde Kartlow 1630 geplündert und die Burg zerstört. Ab 1648 stand Kartlow unter schwedischer Verwaltung. Der Lehensbrief derer von Heyden von 1560 wurde 1703 durch den Schwedenkönig Karl XII. bestätigt. 
1715 begann in Kartlow die preußische Verwaltung. Der Markt in Kartlow wurde 1722 durch königliches Patent aufgehoben und nach Jarmen vergeben. 1800 brannte der Gutshof mit Ausnahme des Wohnhauses nieder. 
Unter Woldemar von Heyden-Cartlow (1809–1871) erfuhr das Gut Kartlow einen wirtschaftlichen Aufschwung. Der Grundbesitz wurde bedeutend erweitert und hatte schließlich 4500 ha. Woldemar betrieb eine Bank und ließ sich eine Bark namens Cartlow bauen, um Getreide nach Großbritannien zu exportieren. 
1856 wurde das neu erbaute Schloss bezogen, es war ein Renaissancebau, dem englischen Tudor-Stil angelehnt. 1870 erhielt die Familie von Heyden vom preußischen König den an ein Fideikommiss gebundenen Grafentitel, unter dem sie bis 1945 weiterhin auf Schloss Kartlow ansässig war. Mit der Bodenreform wurde der letzte Eigentümer, Hubertus von Heyden enteignet und das Schloss ging in Gemeindebesitz über, es war Wohnhaus, Konsum, Kindergarten und Sitz der LPG-Verwaltung.
Dorfkern und Gutsanlage sind weitgehend unverändert in ihrer Struktur geblieben.

## Schloss und Park

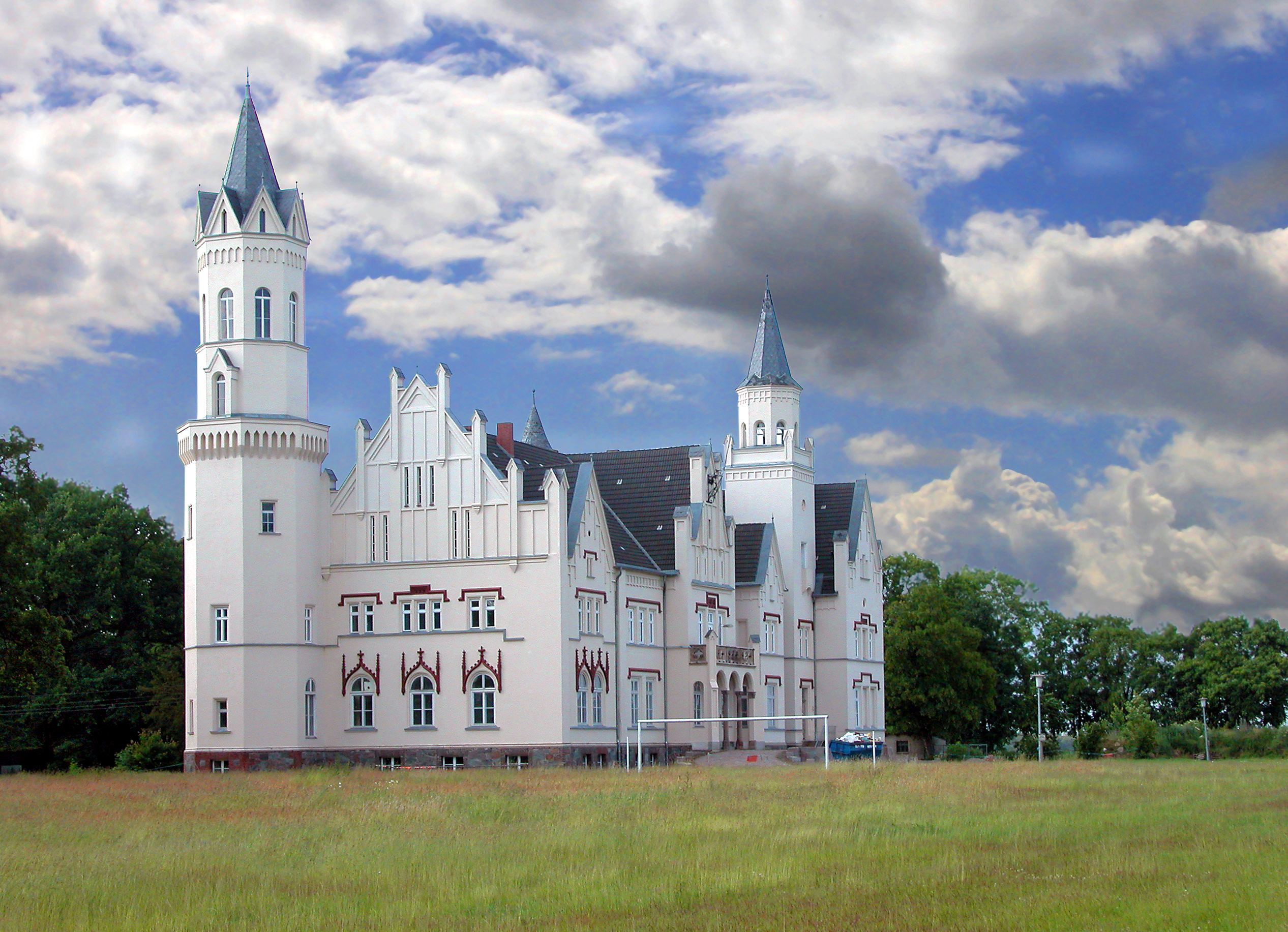
Schloss Kartlow

Das Schloss Kartlow wurde 1853 bis 1859 nach Plänen des Schinkel-Schülers Friedrich Hitzig erbaut. Vorbild war Schloss Chambord in Frankreich. Zeitgleich mit der Errichtung des Schlosses wurde auch der Park im Stil eines englischen Landschaftsgartens nach Plänen von Peter Joseph Lenné eingerichtet. Besonderes Merkmal des Schlosses sind die drei unterschiedlich hohen Türme. In der Eingangshalle und im Damenzimmer sind Wandmalereien erhalten.
In den 1990er Jahren kam das Herrenhaus wieder in Privatbesitz. Nach einer Sanierung der Fassaden und Dächer sowie eines Großteils des Inneren wurden im Obergeschoss Ferienwohnungen eingerichtet. 
2009 fand erneut ein Besitzerwechsel statt. In aufwendigen Renovierungsarbeiten wurde die komplette Anlage und der Park modernisiert und ist jetzt ein Standort für die moderne Pferdezucht geworden. Sämtliche Ferienwohnungen wurden entfernt und mittlerweile ist es die Privatresidenz des Eigentümers.

## Kirche

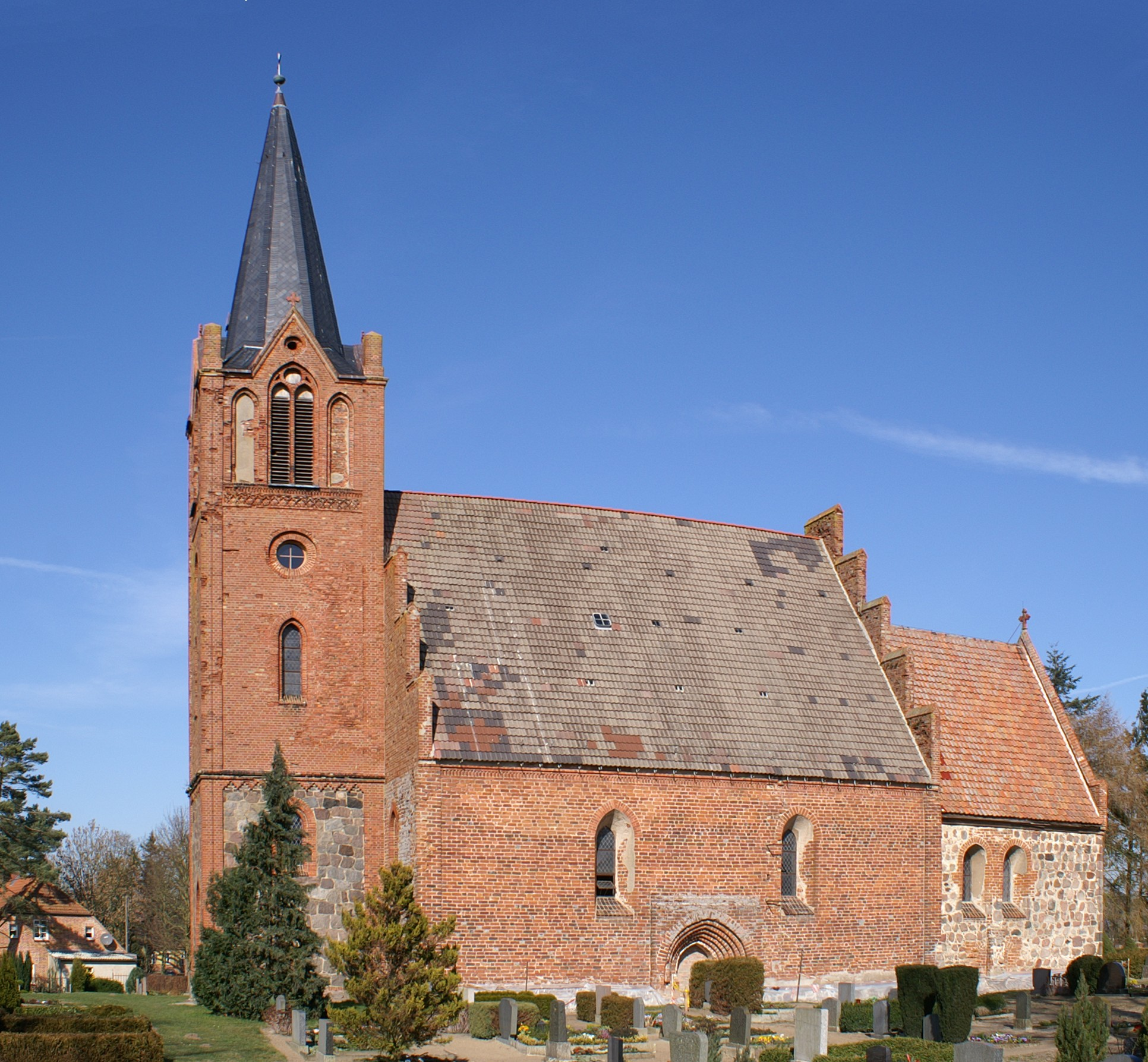
Kartlower Kirche (Nordseite)

Die Kartlower St.-Johannis-Kirche wurde 1249 geweiht. Der Chor wurde aus Feldsteinen mit Backsteindetails errichtet, die Kirchenhalle aus Backstein. Ins 13. Jahrhundert wird die Taufkuppa aus gotländischem Kalkstein datiert. 1796 wurde ein Fachwerkturm errichtet, der 1869 durch einen Backsteinbau ersetzt wurde. Aus dieser Zeit stammt auch die neugotische Holzausstattung im Inneren. Die Orgel wurde 1870 von Barnim Grüneberg aus Stettin erbaut.

## Ehemalige Ortsteile
Bis zum Zusammenschluss mit Kruckow 1999 war Kartlow eine eigenständige Gemeinde mit den Ortsteilen
- Heydenhof

Ein ehemaliges Vorwerk von Kartlow, das 1820/21 angelegt wurde. 1897 befand sich hier eine Station der Demminer Kleinbahnen Ost auf der Strecke Demmin-Jarmen.
- Unnode

Entstand 1820 durch die Aussiedlung von sieben Bauern auf Grundlage der Stein-Hardenbergschen Reform von 1813. Ein am Ortseingang gelegener Feldsteinbau, das sogenannte Hospital, wurde 1851/52 von Woldemar von Heyden errichtet und diente als eine Art Altersheim für Gutsarbeiter und Invaliden.
- Neu Kartlow

Eine Kolonie, die 1777 in der südlichen Feldmark gegründet und 1885 wieder aufgegeben wurde.

## Kartlow in der Kunst
Der Maler und Grafiker Joachim Lautenschläger schuf 1970/71 einen Zyklus von Lithografien über eine Melkerbrigade in Kartlow, der teilweise 1972/1973 auf der VII. Kunstausstellung der DDR in Dresden ausgestellt wurde.

## Persönlichkeiten
- Wichard Wilhelm von Heyden (1782–1836), Mitglied des Provinziallandtags der Provinz Pommern
- Woldemar von Heyden (1809–1871), Generallandschaftsrat von Pommern, Mitglied des Vereinigten Landtags von Preußen
- Hermann von Heyden (1810–1851), Mitglied des Preußischen Abgeordnetenhauses und Landrat des Landkreises Demmin
- Ernst von Heyden (1817–1859),  Vertreter Mecklenburgs im Frankfurter Vorparlament
- Adam Werner von Heyden (1852–1888), Landrat des Landkreises Demmin